# Gustav Joachim Michaelsen
Gustav Joachim Michaelsen (døbt 31. marts 1764 i København, død 20. december 1847) var en dansk officer.
Som søn af generalmajor Christian Ditlev Michaelsen blev Michaelsen døbt i København 31. marts 1764. Han blev landkadet 1780, sekondløjtnant i Sjællandske Infanteriregiment 1785, premierløjtnant 1790, kaptajn 1801, forsat 1803 til Marineregimentet, med hvilket han deltog i Københavns forsvar 1807, major 1808 og samme år forsat til Københavns Infanteriregiment. 1815 blev han udkommanderet med det danske kontingent til Frankrig, året efter blev han oberstløjtnant i 2. Jyske Infanteriregiment, 1826 oberst og 1833 chef for Kronens Regiment (fra 1839 3. Livregiment). 1839 kommandant på Kronborg, 1840 generalmajor, 1841 Kommandør af Dannebrog. Afsked ved Hærens omordning 1842. Død 20. december 1847.
Han blev gift 1805 med Bodil Marie Blicher, datter af sognepræst i Søllerød Jens Matthias Blicher (død 1786) og Cathrine Elisabeth f. Thestrup (død 1809).